# Maria Geertruida Snabilie
Maria Geertruida Snabilie (Haarlem, 1776–1838), fue una pintora del siglo XIX neerlandesa.

## Biografía
Nació en Haarlem como la hija de Louis Snabilié (c. 1730 – 1784) y Helena Krame. Se convirtió en una pintora especializada en flores. Casada con Pieter Barbiers III en 1796, fue la madre de los también pintores Pieter Barbiers IV y Maria Geertruida Barbiers.

## Galería

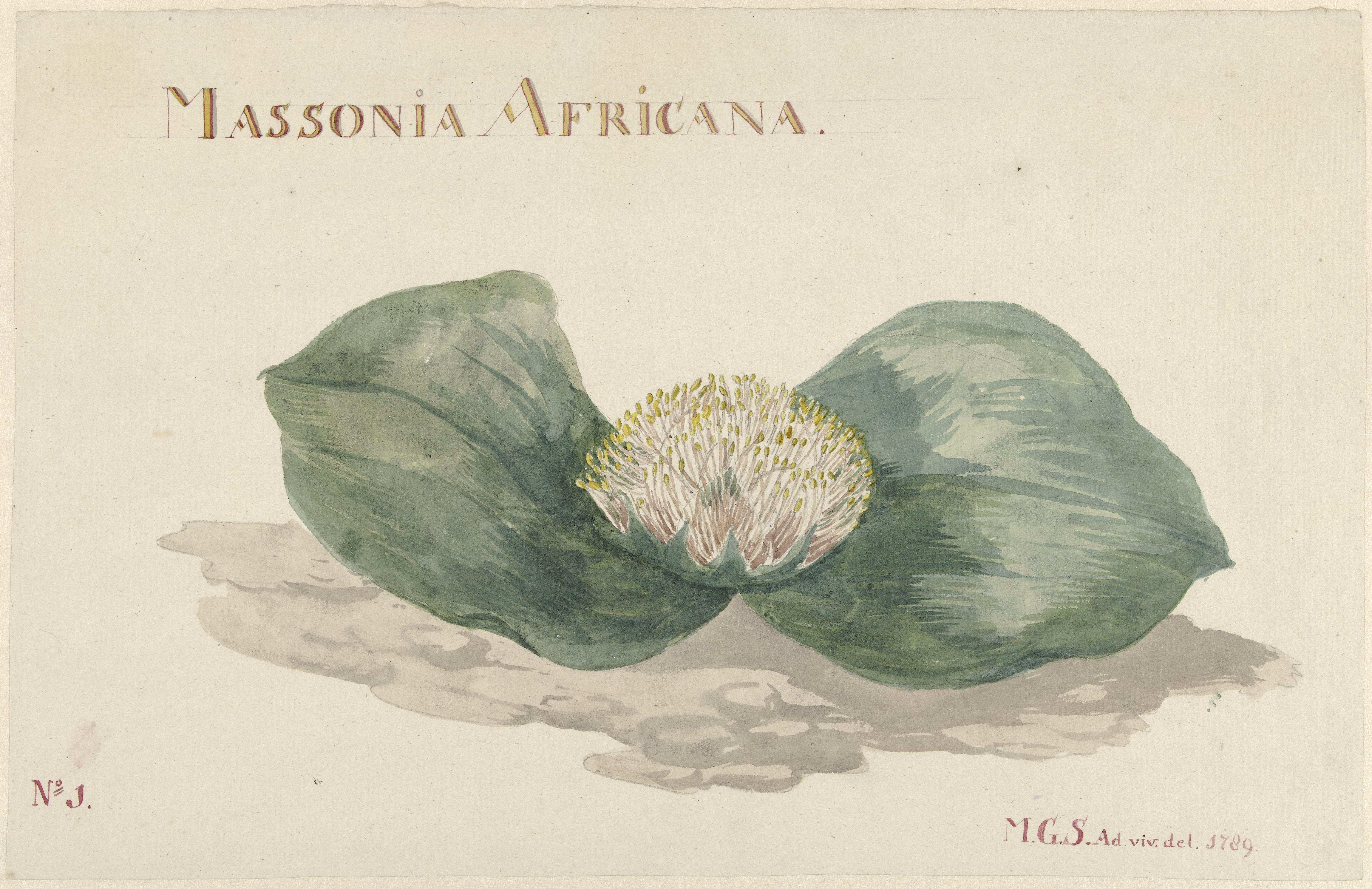
Massionia Africana (1789)
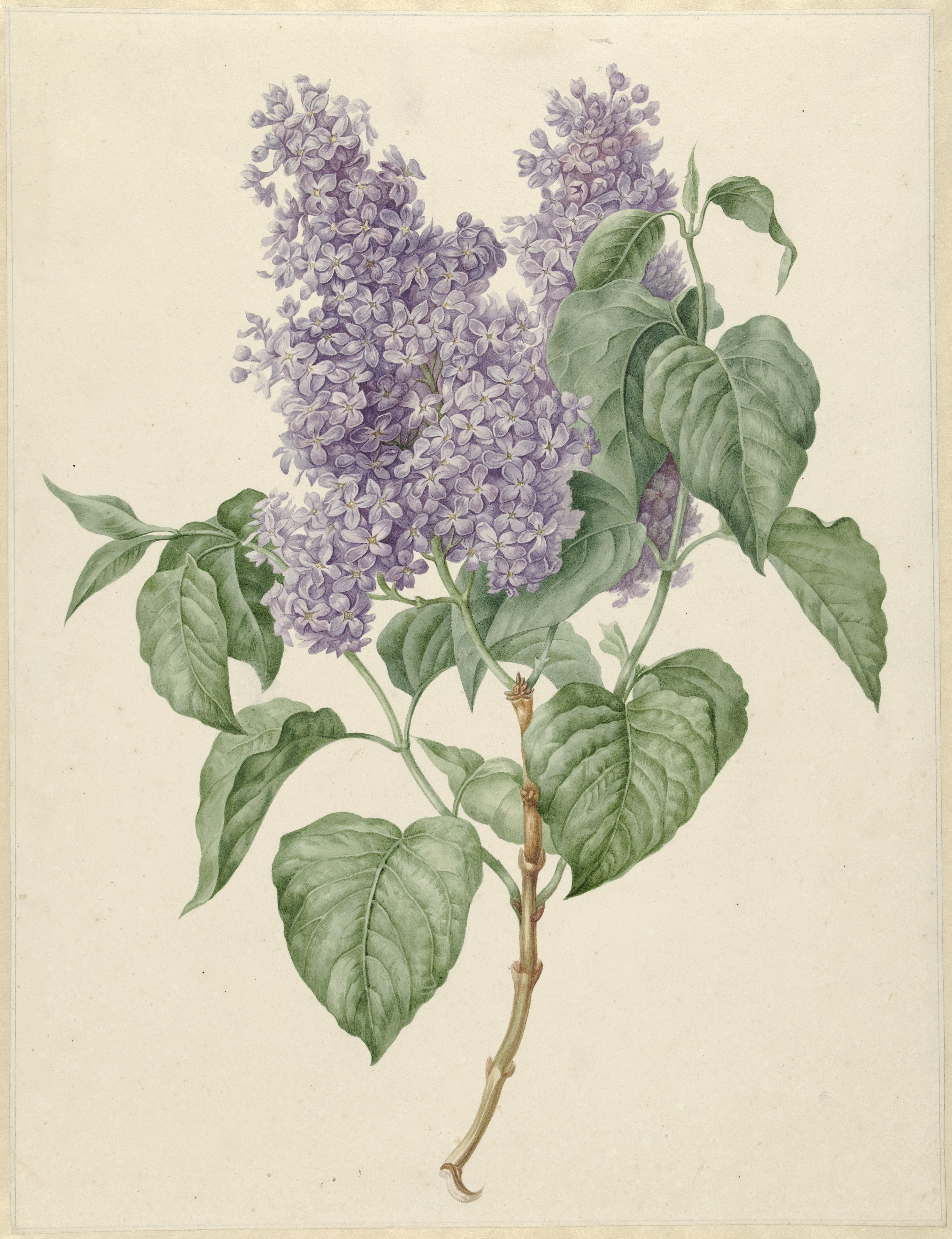
Lila